# Мелехи (Кировская область)
Мелехи — деревня в Зуевском районе Кировской области в составе Соколовского сельского поселения.

## География
Находится на расстоянии примерно 13 километров на юго-запад от районного центра города Зуевка недалеко от дороги Зуевка-Богородское.

## История
Известна с 1678 года, когда в ней учтено было 3 двора, в 1764 году было 102 жителя. В 1873 году учтено было дворов 12 и жителей 74, в 1905 — 19 и 117, в 1926 — 27 и 128, в 1950 — 26 и 88 соответственно. В 1989 году отмечено 22 жителя.

## Население
Постоянное население составляло 14 человек (русские 100 %) в 2002 году, 8 в 2010.